# Nannotheres
Nannotheres is een geslacht van kreeftachtigen uit de klasse van de Malacostraca (hogere kreeftachtigen).

## Soort
- Nannotheres moorei Manning & Felder, 1996